# Rocca Blancia
La Rocca Blancia (3193 m s.l.m., sulla cartografia francese anche Rocca Blanca o Roche Blanche ) è una montagna delle Alpi Cozie posta sullo spartiacque alpino principale tra l'italiana valle Maira e la francese valle dell'Ubaye.

## Caratteristiche
È compresa nel tratto di cresta spartiacque che va dal monte Sautron al Brec de Chambeyron. Dal lato francese, chiude a monte il vallone detto le Vallonet, che si diparte dalla frazione Meyronnes di Saint-Paul-sur-Ubaye; dal versante italiano, si trova su uno dei contrafforti laterali del vallone pensile noto come Vallonasso di Stroppia. Dal monte Sautron la cresta discende in direzione nord-ovest fino al colle della Portiola (2899 m) ed al pas du Valounas (2865 m), da dove risale circa nella stessa direzione fino alla vetta della Rocca Blancia; da qui la cresta piega leggermente e scende verso nord-nord-ovest, raggiungendo dapprima una vetta secondaria (3165 m) separata dalla primaria da una forcella, poi scendendo al colle di Nubiera (2865 m), da dove prosegue dando inizio alla cresta del Brec de Chambeyron.
La situazione geologica della montagna è piuttosto complessa. Sul versante francese, affiorano nella parte bassa delle dolomie di diversa colorazione, mentre la vetta e la parte italiana sono composte essenzialmente di flysch arenaceo dell'unità dell'Eyssilloun. La montagna è anche interessata da una notevole faglia con piano di giacitura suborizzontale, ben visibile sul versante sud-ovest.
Il nome è indicato come Rocca Blancia sulla cartografia italiana IGM, e come Rocca Blanca su quella francese IGN. Su alcune cartine, come ad esempio la Carta dei Sentieri 1:50.000 dell'IGC,, viene indicata anche come Roche Blanche.

## Ascensione alla vetta
La via normale si sviluppa sul versante ovest, in territorio francese. L'avvicinamento più comodo è da Meyronnes, frazione di Saint-Paul-sur-Ubaye; da qui si risale il Vallonet fino al lago inferiore del Vallonet, dove si piega a sinistra in direzione delle pendici della montagna. Si supera una fascia rocciosa con facili passaggi di arrampicata, indi si risale il pendio occidentale seguendo degli ometti di segnalazione, fino ad arrivare alla forcella tra le due cime (3120 m); volgendo a destra, si risale per tracce di sentiero e qualche passaggio un po' esposto fino in vetta. L'itinerario è di tipo escursionistico, ed ha una difficoltà di R4 sulla scala francese.
Dal versante italiano, è possibile raggiungere la vetta per cresta risalendo dal colle della Portiola.

### Accesso invernale
Lo stesso percorso può essere effettuato d'inverno con gli sci, sia partendo da Meyronnes o da Saint-Ours, sia partendo da Fouillouse e compiendo l'intero giro della rocca, con ascensione per la normale estiva. L'escursione può già essere considerata un'uscita di sci ripido.